# Leonard Muellner
Leonard Charles Muellner (* vor 1973) ist ein US-amerikanischer Klassischer Philologe.

## Leben
Leonard Muellner erwarb den B.A. an der Harvard University, den M.A. an der University of Michigan und 1973 den Ph.D. an der Harvard University. Er war bis zu seinem Ruhestand Professor of Classical Studies an der Brandeis University.
Sein Hauptinteressengebiet ist eine Synthese der Disziplinen klassische Philologie, indogermanische historische Linguistik und anthropologische Ansätze zur Erforschung altgriechischer Kulturphänomene.

## Schriften (Auswahl)
- The meaning of Homeric [euchomai] through its formulas. Innsbruck 1976, ISBN 3-85124-521-0.
- The anger of Achilles. Mênis in Greek epic. Ithaca 1996, ISBN 0-8014-3230-8.
- mit David Elmer, Douglas Frame und Victor Bers (Hrsg.): Donum natalicium digitaliter confectum Gregorio Nagy septuagenario a discipulis collegis familiaribus oblatum. Washington, DC 2012.